# Ward Churchill

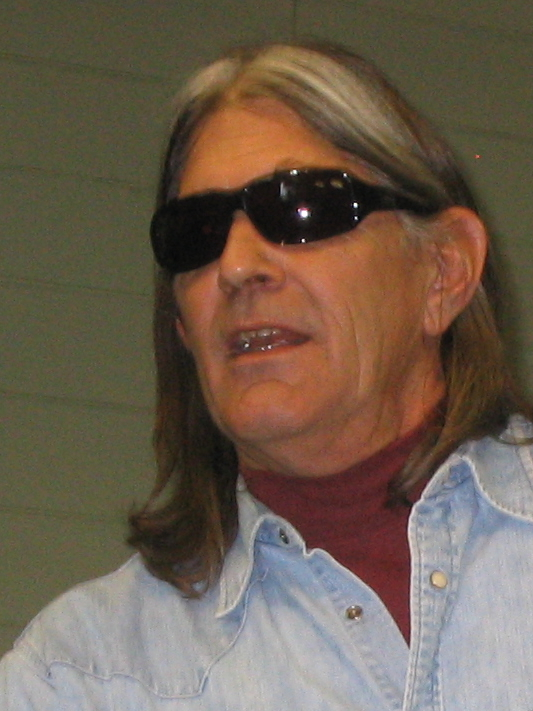
Ward Churchill (2005)

Ward LeRoy Churchill (* 2. Oktober 1947 in Urbana, Illinois, USA) ist ein amerikanischer Professor, Schriftsteller und politischer Aktivist der amerikanischen Indianerbewegung.
Churchill studierte Kommunikationswesen. Bis zu seiner Entlassung aufgrund schwerwiegender Verstöße gegen Grundsätze wissenschaftlichen Verhaltens im Jahr 2007 war er Professor für Ethnic Studies an der University of Colorado in Boulder.
Die Untersuchungen zu dem Fehlverhalten wurden aufgenommen, nachdem eine 2005 geplante Rede Churchills zu den Terroranschlägen vom 11. September 2001 einen landesweiten Skandal ausgelöst hatte. Churchill strengte mehrere vergebliche Prozesse gegen seine Entlassung an, der Universität wurde jeweils Recht gegeben.

## Hintergrund
Nach seiner Geburt in Urbana (Illinois) wuchs er in Elmwood (Illinois) auf, nachdem sich seine Eltern hatten scheiden lassen, als er zwei Jahre alt war.
Er wurde 1966 als 19-Jähriger in die United States Army eingezogen und diente unter anderem im Vietnamkrieg. 
Churchill hatte 1974 einen B.A. in Kommunikationstechnik und seinen Master-Abschluss 1975 an der University of Illinois at Springfield (damals Sangamon State University) in Kommunikationswissenschaften erhalten. Danach arbeitete er an der University of Colorado in Boulder als Angestellter für das Affirmative-Action-Programm. Später erhielt er auch einen Lehrauftrag für Indianerthemen.
Als Außerordentlicher Professor (Associate Professor) wurde er 1990 ohne die dafür oft benötigte Promotion eingestellt. 1992 erhielt er von der Alfred University für seine Geschichtsvorlesung einen Ehrendoktor. 1997 erhielt er in Colorado eine Vollprofessur. Churchill hat diese Universitätsanstellung im Rahmen einer special opportunity position erhalten. Es wurde deswegen teilweise spekuliert, etwa im konservativ-libertären Magazin National Review, er habe wegen einer vorgetäuschten indianischen Abstammung die Position erschlichen. Die Universität erklärte, es erhalte niemand wegen seiner Ethnie eine Position. Interne Dokumente der Universität zeigten, dass die Ernennung von Churchill wegen der fehlenden Promotion kontrovers diskutiert wurde. Für eine special opportunity position wäre keine Ausschreibung nötig gewesen, aber man entschloss sich trotzdem dazu die Position für Kandidaten von außen zu öffnen. Schlussendlich entschied man sich aber für Ward Churchill, unter anderem wegen seiner ausgiebigen Erfahrung an der Universität in Colorado.
Churchill hat bezüglich einer angeblichen Abstammung von Indianern unterschiedliche und widersprüchliche Angaben gemacht. 2003 etwa behauptete er, väterlicherseits von den Muskogee sowie mütterlicherseits von den Cherokee abzustammen, er gab ein Achtel Creek und ein Sechzehntel Cherokeeabstammung an. Die Keetoowah Band of Cherokee Indians gaben ihm eine Ehrenmitgliedschaft, wiesen aber Behauptungen zurück, Churchill sei indianischer Abstammung. Die Herkunft von Churchills Vorfahren wurde durch die Rocky Mountain News 2005 näher untersucht. Sie fanden keine Hinweise auf indianische Vorfahren.

## Essay-Kontroverse 2005
Ein bereits 2001 vorliegender Essay namens Some People Push Back wurde im Januar 2005 zum Gegenstand einer Kontroverse. Churchill hatte daraus im September 2003 ein Buch namens On the Justice of Roosting Chickens verfasst. Der Titel nahm ein Zitat eines Sprichworts („Ausgeflogene Hühner kehren zum Schlafen zum Stall zurück“, im Sinne Wer anderen eine Grube gräbt) durch Malcolm X auf, der die Ermordung Präsident Kennedys in dem Sinne kommentierte, dieser hätte sie sich selbst zuzuschreiben. Churchill bezeichnete die Beschäftigten im World Trade Center als „Little Eichmanns“ („kleine Eichmanns“) und Angehörige eines „technokratischen Korps im Herzen des globalen amerikanischen Finanzimperiums“. Die Anschläge vom 11. September 2001 seien deswegen ein unausweichliches Ergebnis der amerikanischen Außenpolitik gewesen.
Im Januar 2005 wurde Churchills geplante Rede beim Hamilton College in Clinton, New York nach Morddrohungen gegen ihn abgesagt. Im Vorfeld war der Essay erstmals breiter bekannt geworden. Auch der Kanzler von Colorados Universität, Phil DiStefano, kritisierte ihn. Der Gouverneur von Colorado, Bill Owens, einige Parlamentsabgeordnete und andere forderten nun Churchills Entlassung. Die teils heftigen Angriffe führten zum Rücktritt der Präsidentin der Universität, die vor einer Neubelebung des McCarthyismus warnte. Kurz darauf trat Churchill als Dekan des Fachbereichs Ethnic Studies mit der Begründung zurück, im momentanen politischen Klima den Fachbereich nicht mehr repräsentieren zu können.

## Wissenschaftliches Fehlverhalten und Entlassung
Im März 2005 wurde von der Universität eine Untersuchung gegen Churchill eingeleitet. Im Untersuchungsbericht des „Standing Committee on Research Misconduct“ der Universität wurde eingestanden, dass er in seiner Forschung sehr aktiv gewesen sei („atypical but impressive record“), man kam aber zu dem Ergebnis, dass es verschiedenes wissenschaftliches Fehlverhalten („several forms of academic misconduct“) gegeben habe. Insgesamt wurden ihm sieben Fälle vorgeworfen, darunter Fälschung und Plagiat.
Am 26. Juni 2006 gab Interim Chancellor Phil DiStefano bekannt, Churchill seines Postens entheben zu wollen. Eine Kommission der Universität (Privilege and Tenure Committee) zu den Anschuldigungen wies zwei der sieben Fälle als nicht stichhaltig genug zurück, empfahl jedoch mehrheitlich, Churchill zu degradieren. Im Juli 2007 wurde Churchill dann von der Universität entlassen.
Churchill klagte dagegen. Im April 2009 befand eine Jury in erster Instanz, die Entlassung sei maßgeblich unter dem Eindruck seiner politischen Ansichten erfolgt, und bezweifelte deren Notwendigkeit. Über eine Aufhebung der Entlassung befand sie nicht und gestand Churchill eine Entschädigung in Höhe von einem symbolischen Dollar zu. Über Bedeutung und Konnotation dieses geringen Betrags, zu dem sich die Jury zunächst nicht äußerte, wurde viel spekuliert. Ein Jurymitglied sagte später in einem Interview, dass Churchill und sein Anwalt mehrfach betont hätten, es ginge ihnen nicht um Geld, sondern um Gerechtigkeit, weshalb man sie beim Wort genommen habe. In zwei weiteren Instanzen wurden am 7. Juli 2009 und 24. November 2010 Churchills Anträge auf Rücknahme der Kündigung und auf eine höhere Entschädigung abgewiesen, da die Entscheidung der Universität in deren legitimem Ermessen gelegen habe. 2011 nahm der Colorado Supreme Court einen weiteren Revisionsantrag des Falls an und bestätigte im September 2012 die vorinstanzlichen Entscheidungen.

## Werke

### Bücher
- Ward Churchill: Marxism and Native Americans. South End Press, Boulder (Colorado, USA) 1984, ISBN 0-89608-178-8.
  - dt. Das indigene Amerika und die marxistische Tradition : eine kontroverse Debatte über Kultur, Industrialismus und Eurozentrismus hrsg. von Ward Churchill, übersetzt von Regine Geraedts und Ilse Utz, Agipa-Press, Bremen 1993, ISBN 3-926529-03-2.
- Ward Churchill: Culture versus Economism: Essays on Marxism in the Multicultural Arena. Indigena Press, 1984.
- Ward Churchill, Jim Vander Wall: Agents of Repression: The FBI’s Secret Wars Against the Black Panther Party and the American Indian Movement. South End Press, Boulder (Colorado, USA) 1988, ISBN 0-89608-294-6.
- Ward Churchill, Jim Vander Wall: The COINTELPRO Papers: Documents from the FBI’s Secret War Against Domestic Dissent. South End Press, Boulder (Colorado, USA) 1990, ISBN 0-89608-359-4.
- Ward Churchill: Fantasies of the Master Race: Literature, Cinema, and the Colonization of American Indians. Common Courage Press, 1992, ISBN 0-87286-348-4.
- Ward Churchill: Cages of Steel: The Politics of Imprisonment in America. Activism, Politics, Culture, Theory, Vol. 4. Maisonneuve Press, 1992, ISBN 978-0-944624-17-3. Neuausgabe: Ward Churchill: Politics of Imprisonment in the United States. AK Press, 2004, ISBN 1-904859-12-7.
- Ward Churchill: Struggle for the Land: Indigenous Resistance to Genocide, Ecocide and Expropriation in Contemporary North America. Common Courage Press, 1993, ISBN 1-56751-000-0. Neue und überarbeitete Ausgabe: Ward Churchill: Struggle for the Land: Native North American Resistance to Genocide, Ecocide and Colonization. City Lights Publishers, San Francisco CA 2002, ISBN 0-87286-414-6.
- Ward Churchill: Indians Are Us?: Culture and Genocide in Native North America. Common Courage Press, 1994, ISBN 1-56751-020-5.
- Ward Churchill: Since Predator Came: Notes from the Struggle for American Indian Liberation. Aigis Press, 1995, ISBN 1-883930-03-0.
- Ward Churchill: From a Native Son: Selected Essays on Indigenism 1985-1995. South End Press, Boulder, Colorado 1996, ISBN 0-89608-553-8.
- Ward Churchill: Islands in Captivity: The International Tribunal on the Rights of Indigenous Hawaiians. South End Press, Boulder CO 1997, ISBN 0-89608-567-8. Neuausgabe: Ward Churchill, Sharon Venne: Islands in Captivity: The International Tribunal on the Rights of Indigenous Hawaiians. South End Press, Boulder CO 2005, ISBN 0-89608-738-7.
- Ward Churchill, Mike Ryan: Pacifism as Pathology: Notes on an American Pseudopraxis. Pacifism as Pathology: Reflections on the Role of Armed Struggle in North America. Arbeiter Ring, 1998, ISBN 1-894037-07-3 (Einleitung von Ed Mead).
- Ward Churchill: A Little Matter Of Genocide: Holocaust And Denial In The Americas 1492 To The Present. City Lights Books, San Francisco 1998, ISBN 0-87286-323-9.
- Ward Churchill: Draconian Measures: The History of FBI Political Repression. Common Courage Press, 2000, ISBN 1-56751-058-2.
- Ward Churchill: Acts Of Rebellion: The Ward Churchill Reader. Routledge, 2002, ISBN 0-415-93156-8.
- Ward Churchill: Perversions of Justice: Indigenous Peoples and Angloamerican Law. City Lights Books, San Francisco 2002, ISBN 0-87286-411-1.
- Ward Churchill: On the Justice of Roosting Chickens: Reflections on the Consequences of U.S. Imperial Arrogance and Criminality. AK Press, 2003, ISBN 1-902593-79-0.
- Ward Churchill: Kill the Indian, Save the Man: The Genocidal Impact of American Indian Residential Schools. City Lights Publishers, San Francisco 2004, ISBN 0-87286-434-0.
- Ward Churchill: Speaking Truth in the Teeth of Power: Lectures on Globalization, Colonialism, and Native North America. AK Press, 2004, ISBN 1-904859-04-6.
- Ward Churchill: To Disrupt, Discredit And Destroy: The FBI's Secret War Against The Black Panther Party. Routledge, 2005, ISBN 0-415-92958-X.
- Ward Churchill, Natsu Saito: Confronting The Crime Of Silence: Evidence Of U.S. War Crimes In Indochina. AK Press, 2006, ISBN 1-904859-21-6.

### Artikel
- Ward Churchill: Smoke Signals: A History of Native Americans in Cinema. In: LiP Magazine. November 1998 (lipmagazine.org).
- Ward Churchill: The Ghosts of 9-1-1: Reflections on History, Justice and Roosting Chickens. In: Alternative Press Review. 2005 (Online [PDF; 755 kB; abgerufen am 22. Februar 2021]).

### Audio und Video
- Doing Time: The Politics of Imprisonment, Audio-CD einer Vorlesung, aufgenommen bei der Doing Time Conference an der University of Winnipeg, September 2000 (AK Press, 2001, ISBN 1-902593-47-2)
- Life In Occupied America (AK Press, 2003, ISBN 1-902593-72-3)
- In A Pig's Eye: Reflections on the Police State, Repression, and Native America (AK Press, 2002, ISBN 1-902593-50-2)
- US Off The Planet!: An Evening In Eugene With Ward Churchill And Chellis Glendinning, VHS-Video aufgenommen am 17. Juli 2001 (Cascadia Media Collective, 2002)
- Pacifism as Pathology: Notes on an American Pseudopraxis|Pacifism and Pathology in the American Left, 2003 Audio-CD aufgenommen bei einem AK Press warehouse in Oakland (AK Press Audio)